# Віанен
Віанен (нід. Vianen, нід. вимова: [viˈjaːnə(n)] ( прослухати)) — місто в нідерландській провінції Утрехт. До 1 січня 2019 року мало статус окремого муніципалітету, після чого увійшло до складу новоствореного муніципалітету Вейфгеренланден.
Його площа становить 42,39 км², а населення станом на листопад 2018 року складало 20423 осіб.
Міські права отримало 1337 року.